# Éditions du Tambourinaire
 (janvier 2016).
Les éditions du Tambourinaire sont une ancienne maison d'édition française fondée par le mécène Étienne de Lassus Saint-Geniès (1887-1979), industriel français, président de la société Thomson, de la Compagnie des Lampes et vice-Président d'Alstom.

## La maison d'édition
Mécène, Étienne de Lassus Saint-Geniès (1887-1979) crée les Éditions du Tambourinaire, 186 rue du Faubourg-Saint-Honoré à Paris. Il y publie les œuvres de ses amis, notamment Maurice Ravel et y fait publier les écrits de son patron et prédécesseur Auguste Detœuf, sous le pseudonyme de Barenton, dont les remarqués « propos d'un confiseur ».
La société des Éditions du Tambourinaire devient ensuite la « Société d'éditions et de diffusion Tambourinaire Sofradel » (Seditas), société proche de sa maison-mère (Thomson puis Thales), jusqu'à sa liquidation judiciaire le 13 décembre 2010.

## Quelques publications

### Les débuts: mécénat musical
- Jean Cocteau, Paul Valéry, et. al., De la musique avant toute chose…, 1929, 35 pages Plaquette de la Compagnie française pour l'exploitation des procédés Thomson-Houston et de la Société des établissements Ducretet qui remercient de leurs conseils des personnalités musicales telles que Arthur Honegger, Maurice Ravel ou Émile Vuillermoz, à travers des textes inédits de nombreux auteurs parmi lesquels notamment Paul Valéry (La conquête de l’ubiquité[2]) et Jean Cocteau. Ces hommages sont très finement accompagnés des bois de Hermine David et de sept dessins inédits de Roger Wild.
- Collectif, L'initiation à la musique, à l'usage des amateurs de Musique et de radio, 1935, 402 pages.L'initiation à la musique comporte un précis d'histoire de la musique, un dictionnaire des œuvres, un lexique des termes et des chapitres variés dus à Maurice Emmanuel, Reynaldo Hahn, Bernard Champigneulle, Paul Landormy, Georges Chepfer, Émile Vuillermoz, Hugues Panassié et Maurice Yvain
- Collectif, Maurice Ravel par quelques-uns de ses familiers, Paris, 1939, 185 pages Hommage de la Compagnie française pour l'exploitation des procédés Thomson-Houston et de la Société des établissements Ducretet à Ravel. Cet ouvrage est écrit en collaboration par Colette, M. Delage, Léon-Paul Fargue, Hélène Jourdan-Morhange, Tristan Klingsor, Roland-Manuel, Luc-Albert Moreau, Dominique Sordet, Émile Vuillermoz et J. de Zogheb.Cet ouvrage est le volume 4 de la « Collection musicale »[3].
- Jean Cocteau, Paul Éluard, Stéphane Mallarmé, Paul Claudel, De la Musique encore et toujours !, préface de Paul Valéry, illustrations de Brianchon, André Dignimont et Roger Wild, 1946
- Collectif, La Cuisine considérée comme un des beaux-arts - livre de chevet de la maîtresse de maison, suivi du florilège de la cuisine française, illustrations d'Odile Brusseaux, 1951, 423 pagesCet ouvrage est écrit en collaboration par Jean Babelon, Jérôme Carcopino, Bernard  Champigneulle, Sacha Guitry, René Héron de Villefosse,  Jacques Ibert, Mgr Pierre Jobit, Pierre Labracherie, Edgar Leroy, André Maurois, Édouard de Pomiane, Marcelle Auclair, Gisèle d'Assailly, Jeanine Delpech.
- André Salmon et André Berry, Victor Hugo tel qu'en lui-même enfin…, florilège poétique, illustrations de Roger Wild, 1952
- Auguste Detœuf, Propos de O.-L. BARENTON, confiseur, ancien élève de l’École polytechnique, préface de Pierre Brisson du 21 août 1947, 1952
- Collectif, L'Art du ballet, des origines à nos jours par 20 écrivains et critiques de la danse, illustrations de Roger Wild et bois et ornements de Démétrios Galanis, 338 pages, 1952Cet ouvrage est le sixième de la « Collection musicale »[4]. Il est écrit en collaboration par Robert Bernard, Maurice Brianchon, Maurice Brillant, Bernard Champigneulle, Georges Charensol, Edgar Degas, René Dumesnil, Pierre Gaxotte, Waldemar George, Paul Guth, André Levinson, Olivier Merlin, Pierre Michaut, Paul Morand, Anna de Noailles, Raymond Queneau, Jacques Rouché, André Villeboeuf, Roger Wild
- Georges Hilaire, Initiation Flamenca, 92 pages, dessins et ornements de Roger Wild, 1954« Cet ouvrage est le complément naturel et l'annexe indispensable des trois disques microsillons Ducretet-Thomson qui portent le même titre "Initiation Flamenca" »[5].
- Auguste Detœuf, Pages retrouvées, précédées de deux études sur l'auteur par Guillaume de Tarde et Henry Davezac, 125 pages, 1956

### La suite: l’entreprise d'électronique
- Collectif, Connaissance de l’électronique, janvier 1955Cet ouvrage est écrit en collaboration par Raimond Castaing, Pierre David, Yvon Delbord, Jean Devaux, Pierre Grivet, Maurice Jean, Marcel Lavéran, Jacques Poullin, Élie Roubine, Mario Sollima et Alexandre Arnoux, Louis de Broglie, Jean Rostand.
- Collectif, Connaissance de la télévision : aspects techniques, artistiques et psychologiques, 309 pages, 1958Cet ouvrage est écrit en collaboration par Yves Angel, Henri Angles d'Auriac, Pierre Brive, Georges Charensol, Jacques-Yves Cousteau, Pierre David, Yvon Delbord, Jean Devaux, Yves Gandon, Henri Ey, Maurice Jean, Étienne Lalou, Gilles Margaritis, Roger Marty, Claude Mauriac, Michel Robida, Mario Sollima, Pierre Tchernia, Jeanine Delpech, Nicole Vedrès et Sacha Guitry, Mgr Pierre Jobit, Pierre Mac Orlan.

## Pour approfondir